# Biologische Station Witten

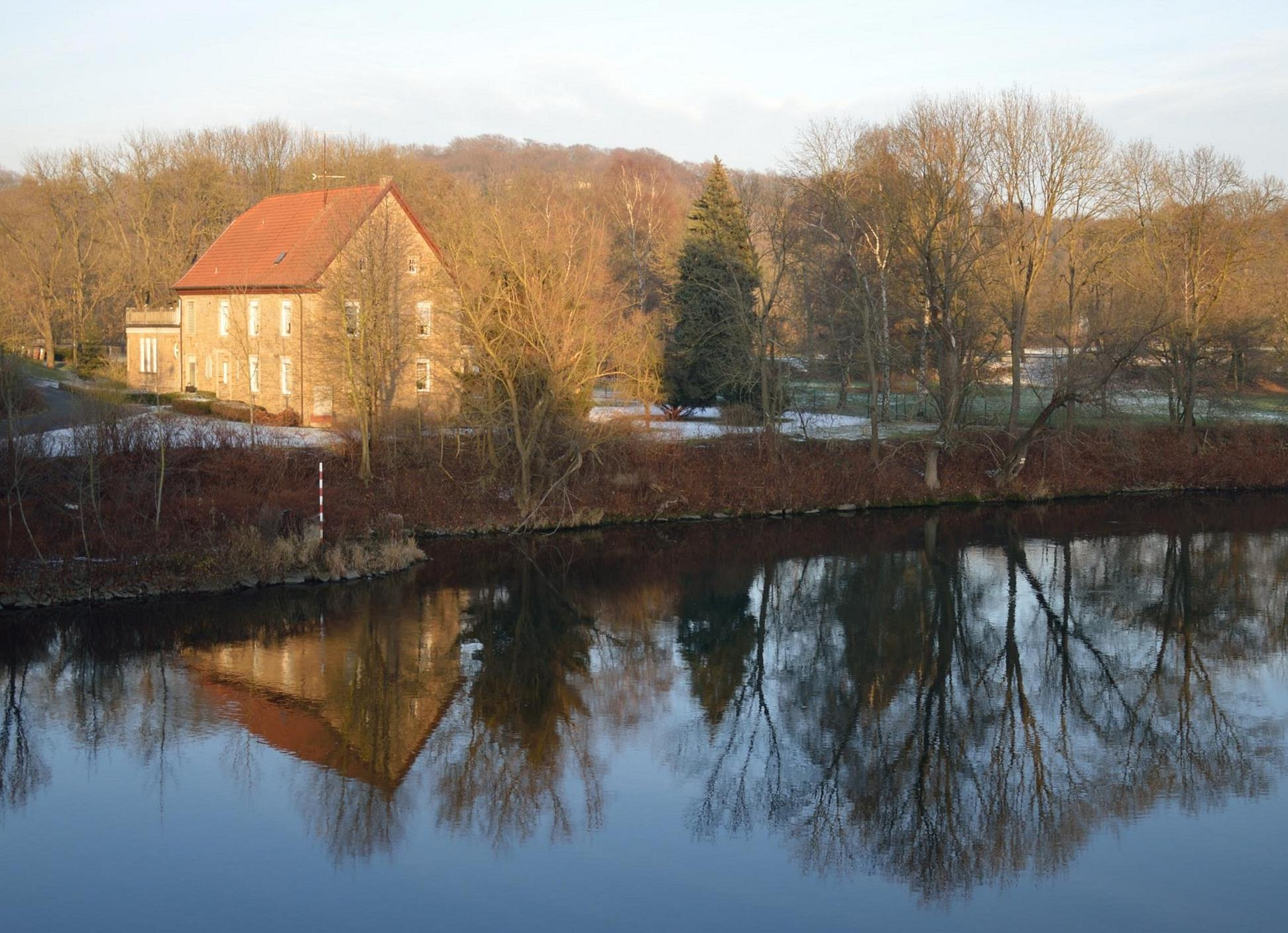
Sitz der Biologische Station in Bommern seit 2023

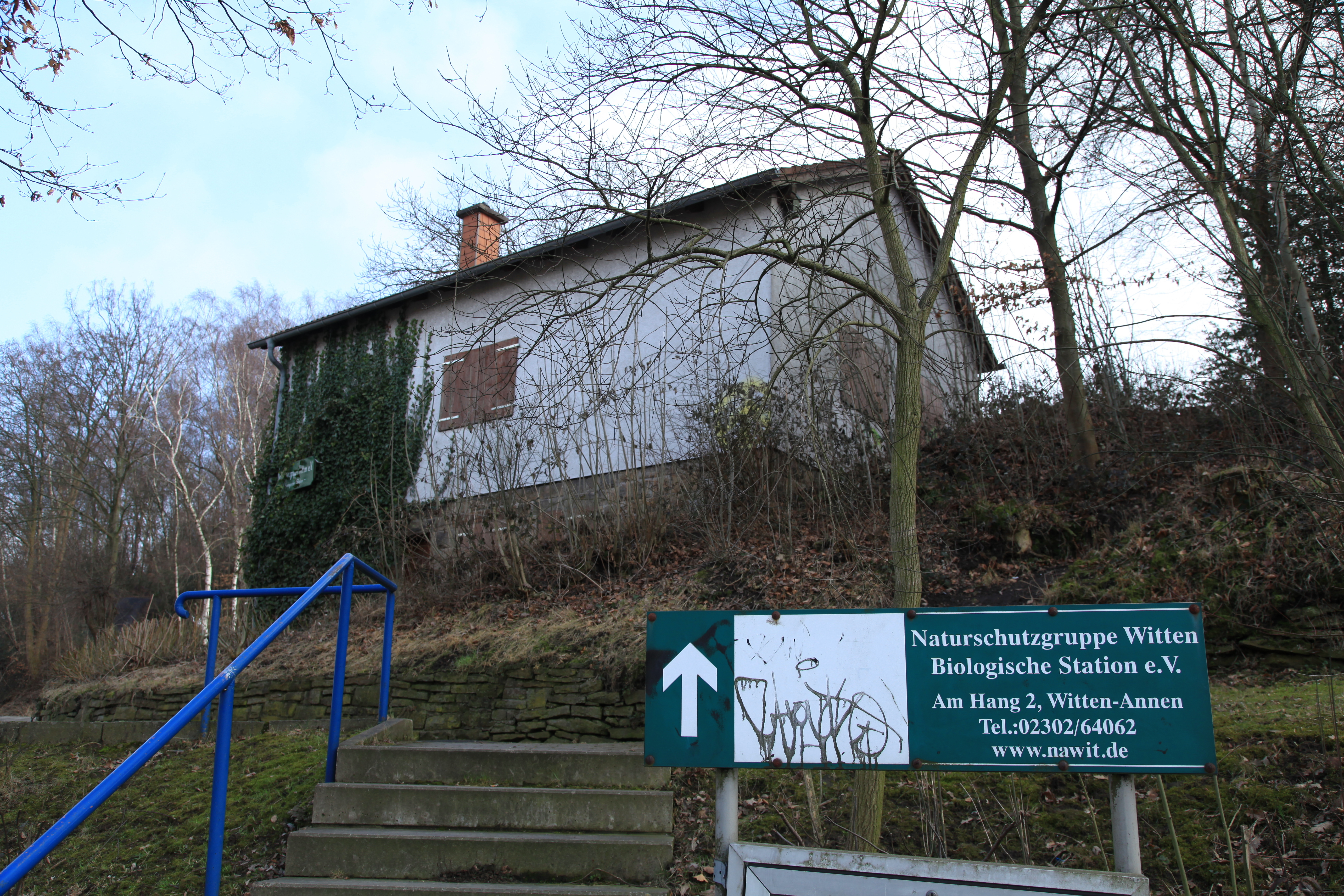
Sitz der Biologische Station in Annen von 1985 bis 2023

Die Biologische Station Witten ist eine von der Naturschutzgruppe Witten (NaWit) betriebene biologische Station in Witten.

## Geschichte
Ab 1972 kam es in Witten zu vereinsungebundenen Aktivitäten für den Naturschutz. Dabei wurden beispielsweise Brutplätze für Dohlen und Turmfalken in den Felsen unterhalb des Hohensteins gesichert und der Ausbau des Muttenbachs verhindert. Im November 1979 wurde dann der gemeinnützige Verein Naturschutzgruppe Witten e. V. gegründet. Ziel des Vereins war der Erhalt der Artenvielfalt, Schutz der einheimischen Tiere und Pflanzen und die Förderung des Natur- und Umweltschutzgedankens. Zu den bedeutsamen naturschutzpolitischen Aufgaben der ersten Jahre als Verein gehörte die Stellungnahme zum Entwurf des Landschaftsplanes Witten sowie die Beteiligung an der Planung zum Bau des Kemnader Stausees.
Von 1979 bis heute gehört die Anlage und Optimierung von Kleingewässern, der Schnitt von Kopfweiden und das Anbringen und Kontrollieren von Nistkästen, vor allem für die stark bedrohten Eulenarten Steinkauz und Schleiereule, zum Arbeitsprogramm der Naturschutzgruppe Witten bzw. später der Biologischen Station. Schutzaktivitäten und Pflegearbeiten von Feuchtwiesen, Obstweiden und Brachflächen kamen in den folgenden Jahren dazu.

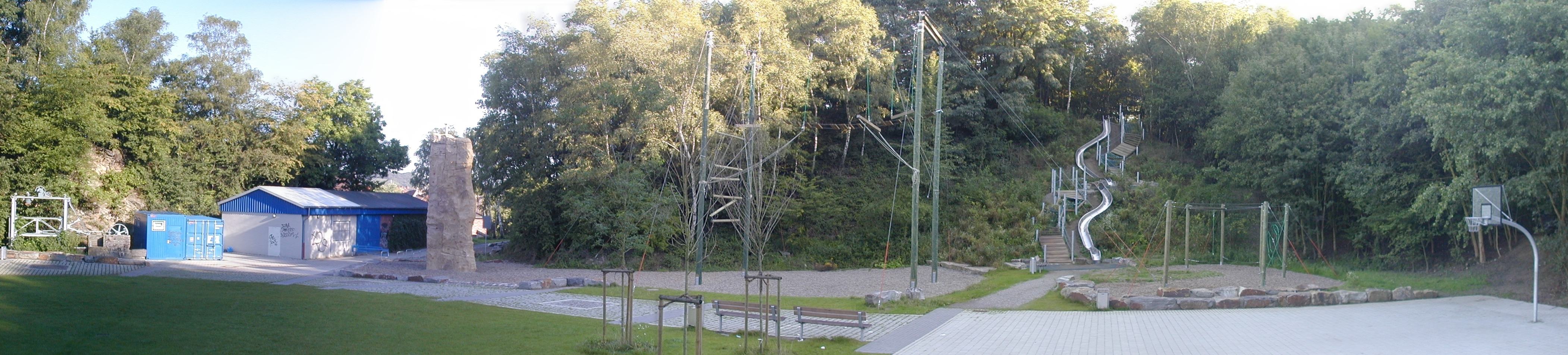
Spielplatz Imberg

Das ehemalige Verwaltungsgebäude des Steinbruchs Imberg wurde nach dessen Betriebsende von der Stadt Witten übernommen und 1985 der Naturschutzgruppe Witten zur Nutzung zur Verfügung gestellt. Im Gebäude wurde nun die Biologische Station Witten aufgebaut. Aus der Naturschutzgruppe Witten e. V. wurde die Naturschutzgruppe Witten – Biologische Station e. V. (NaWit). Die NaWit gehörte 2005 zu den Gründungsmitgliedern des Dachverbands der Biologischen Stationen in NRW. Die NaWit renovierte mit Hilfe von Geldern der Stadt und Land das Gebäude und richtete ein Büro, ein kleines Labor, eine Bibliothek, eine Werkstatt und einen Ausstellungsraum ein. Der ehemalige Steinbruch wurde 2006 zum Abenteuerspielplatz mit Kletterpark und Mountainbike-Strecke umgestaltet.
Seit Januar 2023 hat die Biologische Station ihren Sitz im denkmalgeschützten Gebäude Alte Fähre an der Ruhr (Ruhrstraße 117).

## Aufgaben
Die Biologische Station Witten hat die vier Aufgaben Naturschutzforschung, praktischen Naturschutz, Öffentlichkeitsarbeit, und Landschaftsschutz u. a. durch Stellungnahmen bei Eingriffen.
- Im Bereich der Naturforschung werden Bestandserhebungen von Flora und Fauna durchgeführt. Insbesondere zu den Artengruppen Fledermäuse, Libellen, Tagschmetterlinge, Heuschrecken, Vögeln, Amphibien und Reptilien. Bei der Artengruppe der Vögel werden systematische Wasservogelzählungen durchgeführt. Floristisch-vegetationskundliche Erfassungen werden in Schutzgebieten, insbesondere in Naturschutzgebieten, durchgeführt. In einigen Schutzgebieten wurde eine Biotopkartierung gemacht. Auch wird ein Monitoring bestimmter Arten durchgeführt. Seit einigen Jahren finden auch systematische Quellkartierungen und Gewässeruntersuchungen im Stadtgebiet statt. Im Auftrag von Behörden werden Gutachten im Bereich der Naturforschung erstellt. Die gesammelten Daten werden digital verarbeitet. Die erhobenen Daten fließen in überregionale bzw. bundesweite Verbreitungsatlanten und Forschungsarbeiten (z. B. Amphibien, Avifauna, Libellen und Flora) ein.
- Zu den praktischen Naturschutzarbeiten gehören:
  - Anlage und Pflege von Kleingewässern
  - Krötenschutzmaßnahmen während der Laichwanderung
  - Wiesenmahd
  - Kopfweidenschnitt
  - Anbringen von Nistkästen für Fledermäuse, Singvögeln und Eulen
  - Pflege einheimischer Pflanzengesellschaften durch das Entfernen von Neophyten (Riesenbärenklau, Drüsiges Springkraut)
  - Anpflanzen von Hecken
  - Pflege von alten Streuobstbaumbeständen
- Um Naturschutzpolitisch für den Schutz von Natur und Umwelt einzutreten ist die Nawit Kreisanlaufstelle der Landesgemeinschaft Naturschutz und Umwelt NRW. So kann die NaWit bei der Bauplanung bzw. wichtigen Bauvorhaben, die den Natur- bzw. Landschaftsschutz betreffen, als Träger öffentlicher Belange Stellungnahmen abgeben. Es erfolgt eine Mitarbeit in Umweltausschüssen und Beiräten bei verschiedenen Behörden. Mehrere Mitglieder von Nawit sind als ehrenamtliche Landschaftswächter der Kreisverwaltung tätig. Andere Mitglieder sind im Landschaftsbeirat bei der Unteren Landschaftsbehörde in Schwelm vertreten.
- Zum Bereich der Öffentlichkeitsarbeit gehört die naturkundliche Bildungsarbeit und die Darstellung lokaler Naturschutzprobleme und -belange in den Medien. Die Biologischen Station bietet VHS-Kurse, Vorträge und Führungen an. Aktuelle Berichte aus der täglichen Naturschutzarbeit sowie die Veranstaltungstermine des laufenden Jahres werden in einer jährlich erscheinenden Publikation veröffentlicht.